# Henri Tauzin
Henri Alexis Tauzin, född 17 april 1879 i Paris, död 11 oktober 1918 i Lyon, var en fransk friidrottare.
Tauzin blev olympisk silvermedaljör på 400 meter häck vid sommarspelen 1900 i Paris.